# Взаимодействие пути и подвижного состава
Взаимодействие пути и подвижного состава — предмет изучения специальной научной дисциплины, исследующей механические процессы, происходящие в подвижном составе и в железнодорожном пути при воздействии их друг на друга, при этом подвижной состав и железнодорожный путь рассматриваются как элементы единой механической системы («колесо-рельс»). 
Исследование физических процессов, происходящих при движении поездов по железнодорожным путям, является основополагающим, так как во многом определяет такие важнейшие показатели, как ширина колеи, нагрузка на ось, статическая нагрузка вагонов, масса и скорость движения составов, а также безопасность движения поездов. Изучаются динамические силы, действующие между рельсами и колёсами экипажей, устойчивость движения экипажей и их колебания, движения экипажей в кривых, устойчивость экипажей на пути и устойчивость пути при движении экипажа, деформации и механические напряжения, которые возникают во взаимодействующих конструкциях.